# Just a Little Bit of You
Just a Little Bit of You è un brano del cantante statunitense Michael Jackson pubblicato dalla Motown il 29 aprile 1975 come secondo ed ultimo singolo estratto dall'album Forever, Michael dello stesso anno.

## Descrizione
Il brano, come il precedente singolo We're Almost There, fu scritto e composto dai fratelli Brian e Edward Jr. Holland, che scrissero anche la canzone Take Me Back per l'album Forever, Michael. Il testo parla di come l'amore possa guarire e di come sia terapeutico. La canzone ha uno stile gioioso e giovanile mentre l'arrangiamento è composto principalmente da tastiere elettroniche sovrapposte a una melodia al pianoforte con tutta la composizione incorniciata dalle chitarre elettriche, dagli ottoni e dai cori, dando al brano uno stile vagamente disco.

## Tracce
1. Just a Little Bit of You – 3:10 (Edward Holland Jr, Brian Holland)
2. Dear Michael – 2:35 (Hal Davis, Elliot Willensky)

## Successo commerciale
La canzone raggiunse la posizione numero 23 nella classifica generale di Billboard e la numero 4 in quella Soul e fu il primo singolo di Michael Jackson come solista che riuscì a riportarlo al successo in tre anni, dato che era dall'uscita del singolo Ben nel 1972 che il cantante non riusciva ad entrare tra le prime 30 posizioni della Hot 100.

## Classifiche
| Classifica (1975) | Posizione massima |
| ----------------- | ----------------- |
| Stati Uniti       | 23                |
| Stati Uniti- R&B  | 4                 |

## Accrediti
- Produzione: Brian Holland
- Voce principale: Michael Jackson
- Arrangiamenti: James Anthony Carmichael
- Ingegnere del suono: Russ Terrana
- Missaggio: L.T. Horn